# Idiops fageli
Idiops fageli är en spindelart som beskrevs av Roewer 1953. Idiops fageli ingår i släktet Idiops och familjen Idiopidae.
Artens utbredningsområde är Kongo. Inga underarter finns listade i Catalogue of Life.